# Minerva (denktank)
Minerva is een Belgische progressieve denktank die de denkwijzen in het maatschappelijk debat wil onderzoeken en alternatieven aanreiken. Kernwaarden zijn (internationale) solidariteit, democratie, vrijheid, duurzaamheid, rechtvaardigheid.

## Geschiedenis
Het initiatief ontstond aan de Universiteit Gent waar jonge onderzoekers zich hadden verenigd in Poliargus. Met deze sociaal-progressieve denktank wilden ze linkse economische alternatieven aanreiken. Om meer te kunnen wegen op het maatschappelijk debat wilden ze hun werking steviger verankeren. Daarom gingen ze op zoek naar partners en vonden die in het 11.11.11, het ABVV, het ACV, de Bond Beter Leefmilieu en de Stichting Gerrit Kreveld waarna Minerva werd opgericht op 12 december 2016. De eerste publicatie rond het thema 'rechtvaardige fiscaliteit' werd gepubliceerd op 8 december 2016. Naast de stichtende leden traden later ook ACLVB, de Socialistische Mutualiteiten, vdk bank en de Stichting P&V toe.

## Structuur
Norbert De Batselier is voorzitter met ondervoorzitter Ferre Wyckmans en secretaris Jos Geysels. De denktank zelf bestaat uit twee wetenschappelijke medewerkers (Matthias Somers en Sacha Dierckx) en een redactie van (kern-)leden die de verantwoordelijkheid dragen van de studies en opiniestukken (Maïka De Keyzer, Stan De Spiegelaere, Ferdi De Ville, Maarten Hermans, Pieter Liagre en Olivier Pintelon tot de kernleden.). De inhoudelijke autonomie wordt gegarandeerd door een redactiestatuut.
De wetenschappelijke raad ondersteunt de denktank vanuit verschillende expertisedomeinen: André Decoster en Orhan Agirdag (beide KU Leuven), Eva Brems (Universiteit Gent), Patrick Loobuyck (Universiteit Antwerpen), Philippe Van Parijs (Université catholique de Louvain), Gilbert De Swert (ex-directeur ACV-studiedienst) en Luc Voets (ex-directeur ABVV-studiedienst). De wetenschappelijke raad werd later uitgebreid met Guy Cox (ex-directeur-generaal Federale Overheidsdienst Werkgelegenheid, Arbeid en Sociaal Overleg), Rik Coolsaet, Gitta Deneckere, Carl Devos, Patrick Humblet, Glenn Rayp en Michel Vandenbroeck (allen Universiteit Gent), Nadia Fadil en Marc Swyngedouw (beide KU Leuven), Patrick Deboosere, Mark Elchardus, Els Witte (allen Vrije Universiteit Brussel), Wim Van Lancker, Danielle Dierckx (beide Universiteit Antwerpen), Esteban Martinez (ULB), Paul de Beer en Ewald Engelen (beide Universiteit van Amsterdam).